# I Worship Chaos
I Worship Chaos — девятый студийный альбом финской мелодик-дэт-метал группы Children of Bodom. Выпущен 2 октября 2015 года. Все гитарные партии на этом альбоме в одиночку записал Алекси Лайхо ввиду ухода из группы в мае 2015 года гитариста Роопе Латвалы. Таким образом, это первый и единственный альбом, записанный группой вчетвером.

## Список композиций
Слова и музыка всех песен — Алекси Лайхо.
| №                   | Название                       | Длительность |
| ------------------- | ------------------------------ | ------------ |
| 1.                  | «I Hurt»                       | 4:29         |
| 2.                  | «My Bodom (I Am the Only One)» | 4:18         |
| 3.                  | «Morrigan»                     | 5:06         |
| 4.                  | «Horns»                        | 3:24         |
| 5.                  | «Prayer for the Afflicted»     | 4:55         |
| 6.                  | «I Worship Chaos»              | 3:39         |
| 7.                  | «Hold Your Tongue»             | 4:02         |
| 8.                  | «Suicide Bomber»               | 3:33         |
| 9.                  | «All for Nothing»              | 5:42         |
| 10.                 | «Widdershins»                  | 5:11         |
| Общая длительность: | Общая длительность:            | 45:05        |

| №                   | Название                                 | Длительность |
| ------------------- | ---------------------------------------- | ------------ |
| 11.                 | «Cruel Summer» (кавер-версия Bananarama) | 3:05         |
| Общая длительность: | Общая длительность:                      | 48:10        |

| №                   | Название                                      | Длительность |
| ------------------- | --------------------------------------------- | ------------ |
| 11.                 | «Mistress of Taboo» (кавер-версия Plasmatics) | 3:37         |
| 12.                 | «Danger Zone» (кавер-версия Кенни Логгинс)    | 2:57         |
| 13.                 | «Black Winter Day» (кавер-версия Amorphis)    | 3:41         |
| Общая длительность: | Общая длительность:                           | 55:19        |

## Участники записи
- Алекси Лайхо — вокал, соло/ритм-гитара
- Яска Раатикайнен — барабаны, бэк-вокал
- Хенкка Сеппяля — бас-гитара, бэк-вокал
- Янне Вирман — клавишные

## Мировые чарты
| Чарт (2015)                         | Позиция |
| ----------------------------------- | ------- |
| Australian Albums (ARIA)            | 69      |
| Австрия (Ö3 Austria)                | 36      |
| Бельгия/Фландрия (Ultratop)         | 101     |
| Бельгия/Валлония (Ultratop)         | 49      |
| Финляндия (Suomen virallinen lista) | 1       |
| Франция (SNEP)                      | 74      |
| Германия (Offizielle Top 100)       | 20      |
| Венгрия (MAHASZ)                    | 31      |
| Швейцария (Schweizer Hitparade)     | 26      |
| США (Billboard 200)                 | 92      |